# Rossel
Rossel (nota anche come Yela) è la più orientale delle isole dell'arcipelago Louisiade, appartenente alla Papua Nuova Guinea (Provincia di Baia Milne).

## Geografia
Quest'isola vulcanica si estende per 34 km da est a ovest ed è larga 11 km. Con un'area di 262,5 km², è la seconda più grande isola dell'arcipelago, dopo Vanatinai . Nel 1978, la popolazione veniva stimata a 3 000 abitanti. Gli indigeni parlano una peculiare lingua isolata, lo Yélî Dnye. Il villaggio principale è Jinjo, sulla costa orientale. Rossel è ammantata da fitte foreste, specialmente nei pressi della costa meridionale. Le regioni più elevate dell'isola sono quasi costantemente avvolte dalle nuvole, in particolar modo durante il monsone di sud-est.
La vetta più elevata dell'isola è il Monte Rossel, vicino all'estremità orientale dell'isola, che raggiunge gli 838 m. Questa cima scoscesa presenta ripidi pendii estesi da nord a ovest, ma il versante di sud-est digrada più dolcemente verso Capo Deliverance, l'estremità orientale dell'isola. Sul versante sud-occidentale vi sono due considerevoli cime, entrambe alte 549 m. La cima orientale, il Monte Mo, ha la vetta pianeggiante. Quella occidentale è conica. All'estremità occidentale dell'isola sorge un imponente picco conico di 347 m.
Delle barriere coralline racchiudono a ovest la vasta Laguna di Rossel e una laguna più piccola a est. La Laguna di Rossel si estende per quasi 40 km dall'estremità nord-occidentale dell'isola al Passaggio di Rossel, ai margini occidentali della barriera. La scogliera corallina che circonda questa laguna è sottile e presenta quattro passaggi a ovest dell'isola. La barriera corallina che sorge lungo la costa meridionale si estende ininterrotta a est del Passaggio di Rossel. La profondità media della laguna va dai 37 ai 64 m, ma in essa si incontrano anche banchi di sabbia sparsi. Pochi di questi banchi emergono dalla superficie e quelli più vasti sono solitamente sommersi. Però, dato che le acque della laguna sono molto chiare, si riescono a individuare con una certa facilità.